# سی شاه‌تخته
سی شاه‌تخته یک ستاره است که در صورت فلکی شاه‌تخته قرار دارد.